# Trollsjön, Södermanland
Trollsjön är en sjö i Botkyrka kommun i Södermanland som ingår i Tyresån-Trosaåns kustområde. Sjöns area är 0,018 kvadratkilometer och den befinner sig 50 meter över havet.

## Beskrivning
Trollsjön ligger i en djup svacka, strax öster om tätorten Vårsta. Sjön är ungefär 10 m djup och en dödisgrop, en kvarleva från senaste istiden. Trollsjön är uppdelad i en mindre norra och en större södra del, mellan delarna har kommunen lagd en vägbank. Sjön har enbart underjordiska till- och frånflöden. Runt sjön går flera promenadstigar och i söder passerar Sörmlandsleden.

## Bilder

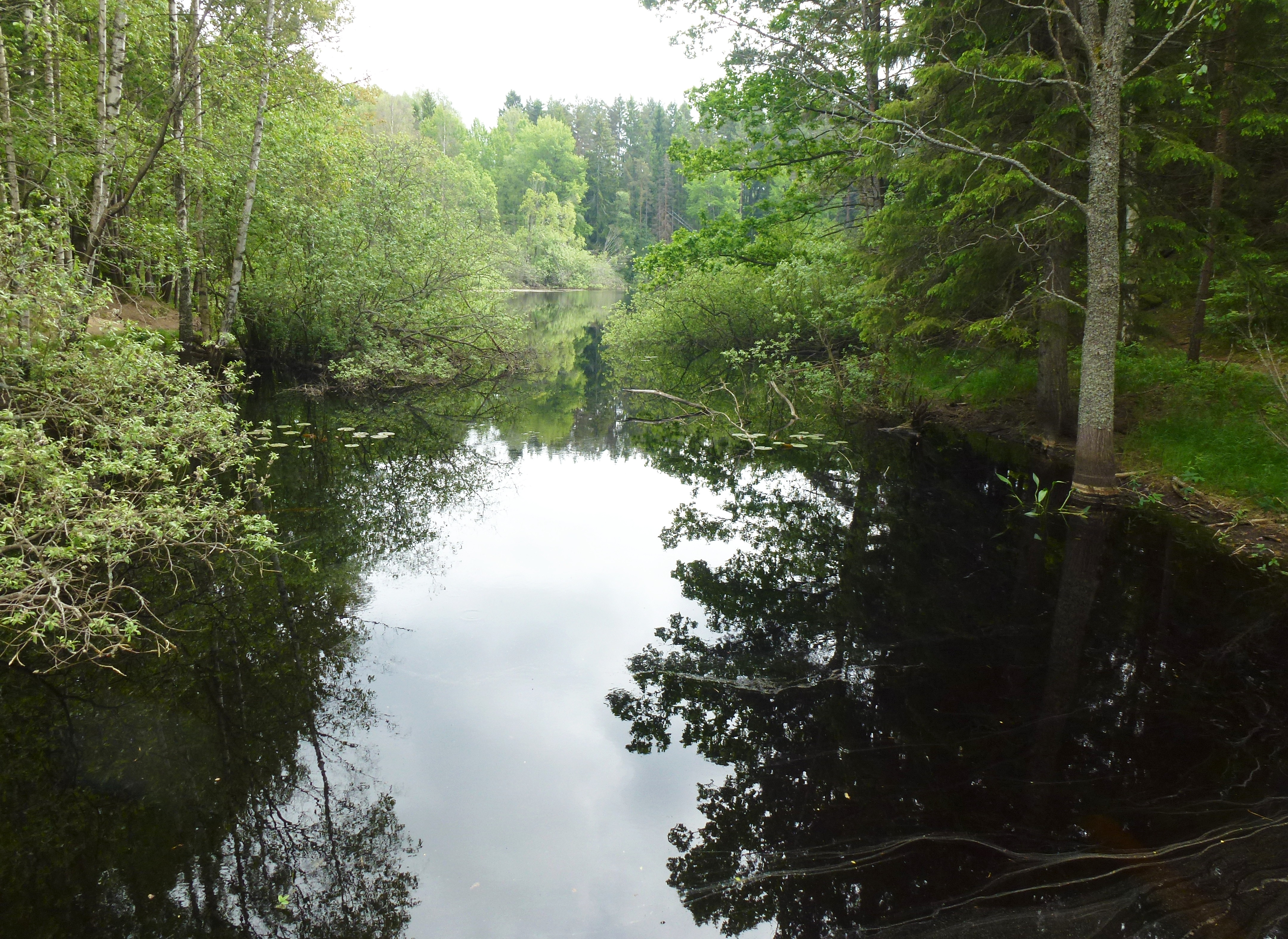
Södra delen
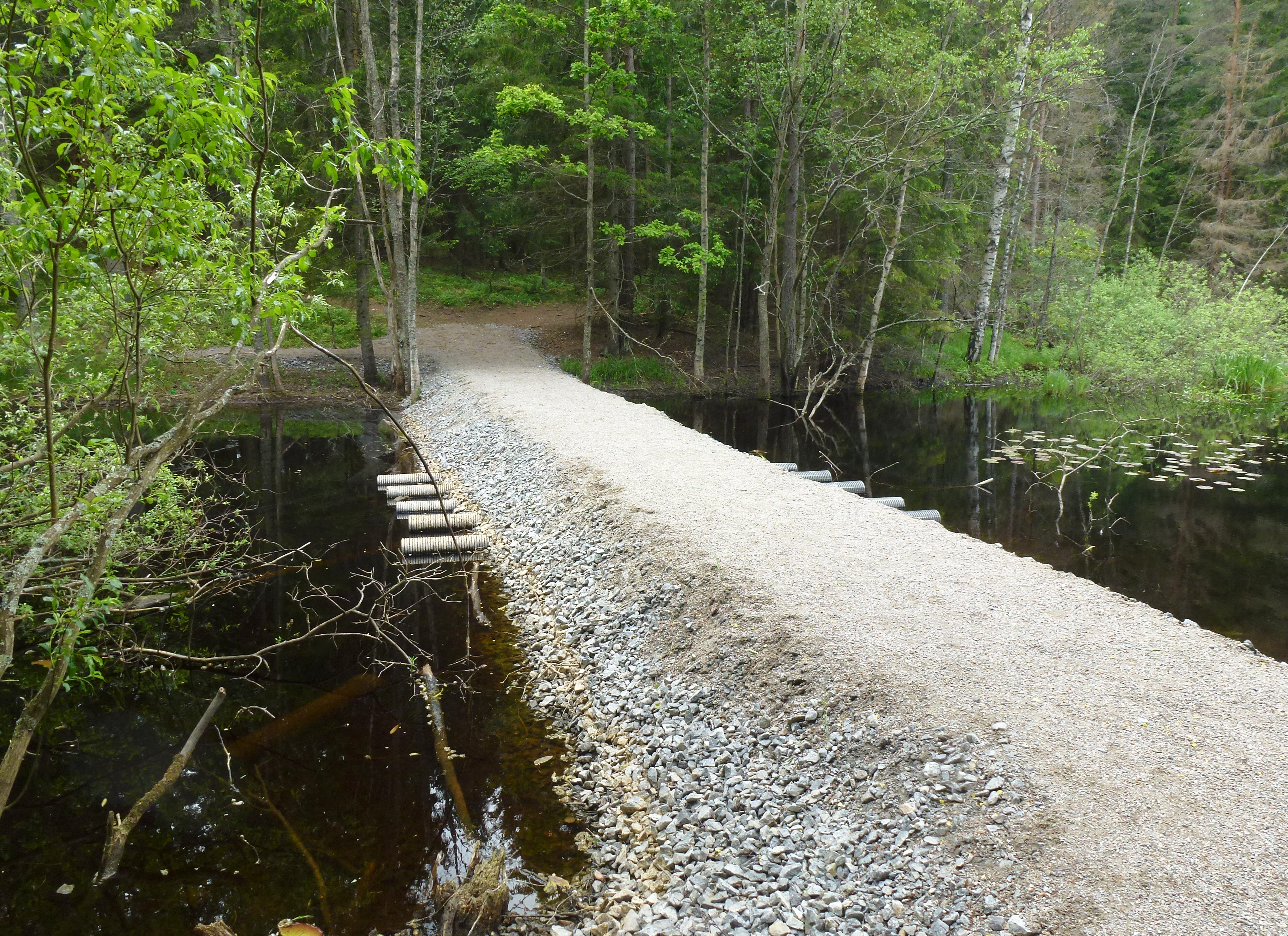
Vägbanken
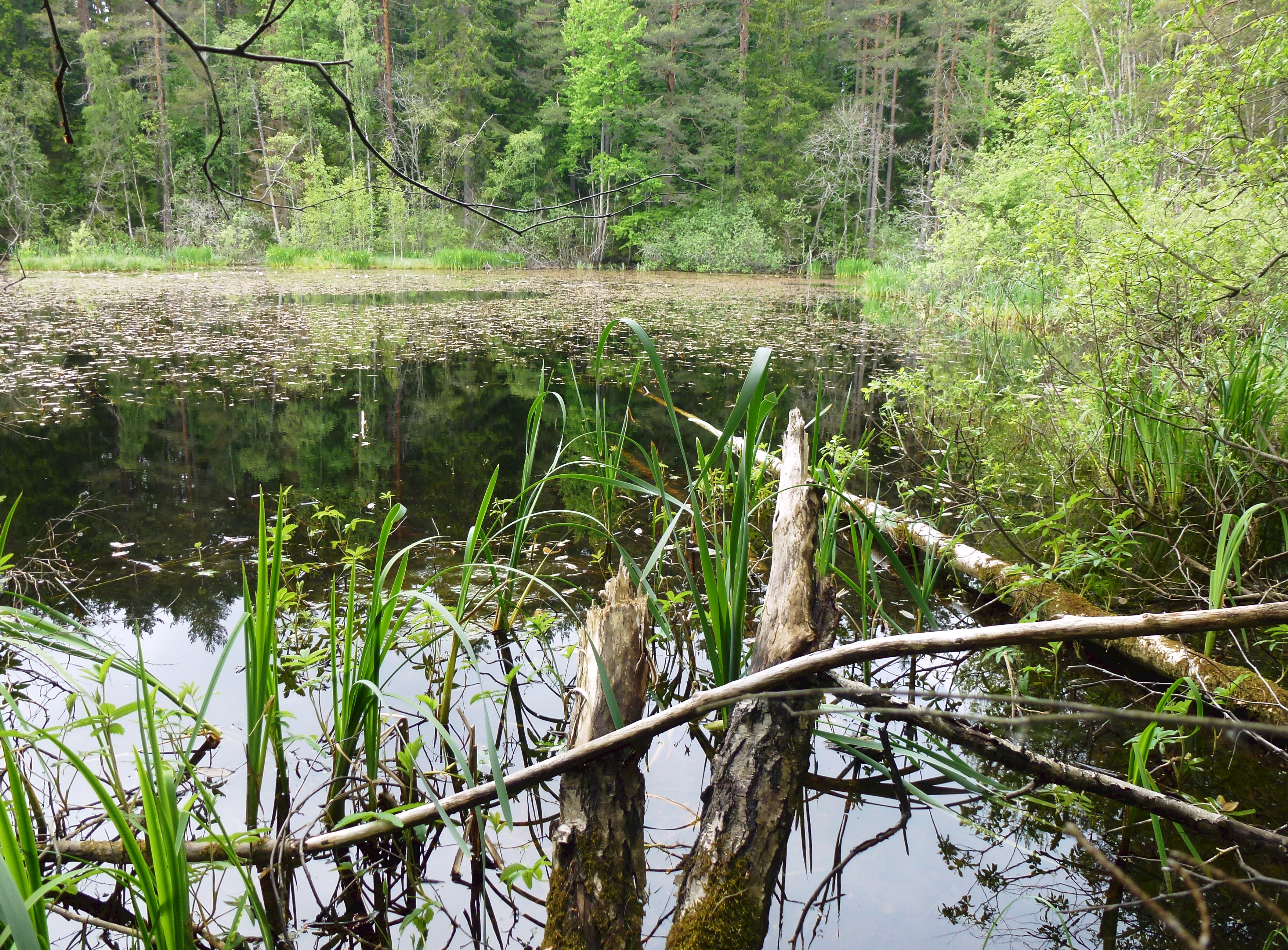
Norra delen